# استفن باتچلور
استفن باتچلور (انگلیسی: Stephen Batchelor؛ زادهٔ ۲۲ ژوئن ۱۹۶۱) بازیکن هاکی روی چمن اهل بریتانیا است.
وی در مسابقات کشوری و بین‌المللی در مجموع برندهٔ ۱ مدال طلا، ۱ مدال نقره، ۱ مدال برنز شده‌است.